# Adam M-309
Bei dem Flugzeug Adam M-309 handelt es sich um einen zweimotorigen Prototyp für ein Geschäftsreiseflugzeug, das von Scaled Composites in Tiefdeckerauslegung entwickelt und gefertigt wurde. Der Erstflug der Maschine fand am 21. März 2000 statt.

## Konstruktion
Die beiden Motoren sind vor und hinter der Zelle montiert. Das Seitenleitwerk ist doppelt und wird von Auslegern getragen. Die Seitenleitwerke sind durch das Höhenleitwerk miteinander verbunden. Die Maschine hat eine Druckkabine sowie ein einziehbares Fahrwerk und wird zu großen Teilen aus kohlenstofffaserverstärktem Kunststoff hergestellt. Auf diesem Flugzeug basiert die weiterentwickelte und vergrößerte Adam A500.

## Technische Daten
| Kenngröße             | Daten                                                                               |
| --------------------- | ----------------------------------------------------------------------------------- |
| Besatzung             | 1                                                                                   |
| Passagiere            | 5                                                                                   |
| Länge                 | 9,70 m                                                                              |
| Spannweite            | 12,80 m                                                                             |
| Höhe                  | 2,70 m                                                                              |
| Flügelfläche          |                                                                                     |
| Flügelstreckung       |                                                                                     |
| Nutzlast              | 1037 kg                                                                             |
| Treibstoff            | 945 l                                                                               |
| Leermasse             |                                                                                     |
| max. Startmasse       |                                                                                     |
| Reisegeschwindigkeit  |                                                                                     |
| Höchstgeschwindigkeit | 460 km/h                                                                            |
| Dienstgipfelhöhe      | 9150 m                                                                              |
| max. Reichweite       | 2780 km                                                                             |
| Triebwerke            | 2 × Teledyne Continental Motors TSIO-550 E, 6-Zylinder Boxer, Bi-Turbo zu je 255 kW |